# Barrio Viejo de Gerona
El Barrio Viejo de Gerona (en catalán, Barri Vell de Girona) es un barrio de la ciudad de Gerona. Gran parte de este espacio forma un conjunto histórico-artístico declarado bien cultural de interés nacional.

## Descripción
El conjunto histórico-artístico del casco antiguo de Gerona comprende gran parte de la Gerona vieja, es decir, el sector situado entre la Torre Gironella y el río Oñar. El conjunto se encuentra delimitado por una línea imaginaria que, partiendo de la Torre Gironella, resigue toda la muralla del siglo XIV hasta el Portal del Carmen, retrocede por la calle del Portal Nuevo hasta San Martín Sacosta, incluye toda la calle de los Ciudadanos desde la Plaza del Aceite hasta la del Vino, continua por la Calle de la Fuerza, se desvía para incluir la Colegiata de Sant Feliu, sigue hacia el Monasterio de San Pedro de Galligans, de allí va a encontrar a la muralla y vuelve, por el Paseo Arqueológico de Gerona, hacia la Torre Gironella.
El núcleo de la Gerona antigua está formado por el recinto fortificado de la Fuerza Vieja, que formaba un triángulo limitado por el comienzo de la Calle de la Fuerza, la Torre Gironella y la plazoleta de Sant Feliu, y que en su trazado coincidía con los límites de la Gerona ibérica y romana. Se conservan algunas partes de la muralla romana en el patio de la antigua Universidad y en la plaza de la Catedral. En esta plaza, además de la escalinata y la fachada barroca de la Sede, se debe mencionar la Casa Pastores (hoy en día el Palacio de Justicia) y el edificio de la Pía Limosna (que hoy está ocupado por el Colegio Oficial de Arquitectos).
Desde esta plaza se puede acceder, por el Portal de Sobreportes, al antiguo burgo de San Pedro, extramuros de la Calle de la Fuerza pero protegido posteriormente por la muralla del siglo XIV. El barrio está centrado por el antiguo Monasterio Benedictino de San Pedro de Galligans, que tiene delante la Capilla de San Nicolás de Gerona. De este sector arranca el Paseo Arqueológico, al principio del cual encontramos los llamados Baños Árabes que son, en realidad, de la época romana. Del otro lado, desde el Portal de Sobreportes hacia el río Oñar, destaca la Colegiata de Sant Feliu.
Desde la Catedral de Gerona hacia el sur se encuentra la parte burguesa y señorial de la ciudad medieval, situado más allá de la calle de la Fuerza se encuentra la judería. En esta calle destaca la Casa Cartellà (o el Instituto Viejo) que fue un Convento de los Capuchinos. A continuación de la Calle de la Fuerza, encontramos la Calle Ciudadanos, antiguo centro de la burguesía urbana, con residencias señoriales de interés, como la Fontana de Oro. Al final de la calle se encuentra la Plaza del Vino, donde se sitúan el Ayuntamiento, el Teatro Municipal de Gerona y la Casa Carlos.
De la Catedral hacia la muralla de las Canteras destacan diversos edificios de carácter religioso. En primer lugar, subiendo hacia la derecha de la Sede, se llega a la Plaza de los Apóstoles, donde se encuentra situado el Palacio Episcopal. De aquí, y a través de la Plaza de los Almeces y de la Calle de los Alemanes, se llega a la Plaza de Santo Domingo, donde se encuentra el antiguo Convento de los Dominicanos, con la iglesia y el claustro gótico, y la fachada del antiguo Estudio General. Desde esta zona y bajando por las Escaleras de Santo Domingo, encontramos la Iglesia de San Martín Sacosta, antiguo colegio de los Jesuitas y, desde 1767, seminario conciliar. Un poco más abajo, en la subida de San Martín, se encuentra la Casa Agullana. Los Baluartes también forman parte del núcleo Antiguo de Gerona (Siglos VIII y XIX).
Recientemente el Barrio Viejo de Gerona ha sido escenario de la famosa serie Juego de Tronos, como la ciudad de Braavos.
- Datos: Q19593974
- Multimedia: Nucli antic de Girona / Q19593974